# Langar (Nottinghamshire)
Langar è un villaggio inglese del Nottinghamshire, appartenente al distretto di Rushcliffe. Insieme al villaggio di Barnstone forma la parrocchia civile di Langar cum Barnstone.